# Exhyalanthrax negevensis
Exhyalanthrax negevensis är en tvåvingeart som beskrevs av Zaitzev 1998. Exhyalanthrax negevensis ingår i släktet Exhyalanthrax och familjen svävflugor. Inga underarter finns listade i Catalogue of Life.